# Спиру, Нако
Нако Спиру (алб. Nako Spiru; 4 января 1918, Дуррес — 20 ноября 1947, Тирана) — албанский коммунистический политик, экономист и государственный деятель, сподвижник Энвера Ходжи. Член Политбюро ЦК КПА, руководитель коммунистической молодёжной организации, министр экономики и промышленности, председатель Госплана НРА. Был причастен к политическим репрессиям. Выступал против подчинения Албании югославскому режиму Иосипа Броз Тито, на этой почве конфликтовал с Кочи Дзодзе. Покончил с собой в преддверии ареста. Политически реабилитирован после 1948. В посткоммунистической Албании посмертно награждён орденом «Честь нации».

## Образование и взгляды
Родился в семье албанских православных греческого происхождения. При рождении получил имя Афанас. Перикл Спиру, отец Нако Спиру, был богатым торговцем. Учился Нако Спиру в итальянском коммерческом институте на острове Корфу. Продолжал образование на экономическом факультете Туринского университета.
На Корфу Нако Спиру установил контакт с греческими коммунистами. Проникся коммунистическими взглядами. Вернувшись в Албанию в 1939, примкнул к коммунистическому подполью. Вновь перебрался в Италию, но в 1941 через Францию возвратился на родину. Участвовал в албанском антифашистском сопротивлении.

## В партийно-государственном руководстве
С 1941 Нако Спиру состоял в Коммунистической партии Албании (КПА). Возглавлял молодёжную организацию КПА. С 1944 — член Политбюро ЦК КПА. Принадлежал к ближнему кругу первого секретаря Энвера Ходжи, отличался личной преданностью. Нако Спиру включён в перечень военных преступников, совершавших бессудные убийства противников КПА.
В ноябре 1944 коммунистическая НОАА вступила в Тирану, к власти пришла КПА во главе с Энвером Ходжей. Нако Спиру занял место в высшем партийно-государственном эшелоне. Являлся единственным образованным экономистом в руководстве КПА, в этом качестве вошёл в Демократическое правительство Албании в качестве профильного министра. Возглавляя молодёжную организацию КПА, руководил политическими кампаниями. Был избран депутатом Народного собрания, являлся секретарём его президиума.
С марта 1946 Нако Спиру — министр экономики НРА. Занимал также посты министра промышленности, председателя Госплана, председателя правительственного Экономического совета.
Нако Спиру был убеждённым ходжаистом, решительным сторонником сталинистской политики Ходжи. Проводил курс жёсткой идеологизации и централизации. Выступал с резкими нападками на лидера оппозиционной Депутатской группы Ризу Дани. Формально Спиру не имел отношения к Сигурими, но был причастен к политическим репрессиям. 14 мая 1947 Нако Спиру вместе с Энвером Ходжей, Хюсни Капо и Шефкетом Печи подписал директиву об аресте членов Депутатской группы.

## Конфликт и смерть
Вместе с тем, Нако Спиру считался представителем «умеренного» крыла в руководстве КПА, которое олицетворял Сейфула Малешова. Спиру был решительным противником подчинения КПА и НРА югославскому режиму Иосипа Броз Тито. Он заявлял, что не намерен «покорно подставлять голову под югославский кулак», считал нерешённым вопрос о принадлежности Косово. Спиру возражал против албано-югославской экономической конвенции, против проектов единого планирования, снятия таможен, объединения денежных систем. Такая позиция Нако Спиру привела к жёсткому конфликту с лидером «югославского лобби» в КПА — министром внутренних дел Кочи Дзодзе, тогдашним главой репрессивного аппарата.
В противостоянии с Дзодзе сторону Спиру держал Ходжа, опасавшийся чрезмерного усиления позиций Тито в Албании. При поддержке первого секретаря министр экономики занял твёрдую позицию на экономических переговорах в Белграде в апреле 1947. Спустя три месяца, в июле 1947, Ходжа и Спиру посетили Москву. Они договорились об экономической помощи и гарантиях безопасности Албании со стороны СССР.
В ответ Иосип Броз Тито усилил давление на руководство КПА. В письме албанским коммунистам югославский лидер назвал Нако Спиру «предателем» и потребовал соответствующих мер. 19 ноября 1947 на заседании ЦК КПА Дзодзе обвинил Спиру в «национализме» и «антипартийности». Ходжа, в тот момент не готовый к разрыву с Тито, сменил позицию и санкционировал расследование деятельности Спиру. Ситуация явно клонилась к аресту. Сохранились воспоминания о словах Спиру: «Энвер и советские закрыли передо мной двери».
На следующий день после заседания, 20 ноября 1947, Нако Спиру был найден в своём кабинете в Госплане с тяжёлым огнстрельным ранением. Срочная доставка в больницу уже не могла помочь. По словам генпрокурора НРА Бедри Спахиу, посетившего Нако Спиру в палате, он сам высказывал желание умереть. Спасти его врачам не удалось. Обстоятельства смерти Спиру доныне представляются неясными.

## Эволюция оценок
Первоначально было официально объявлено о несчастном случае, но вскоре — о «самоубийстве из-за предательства». Однако уже в 1948 политическая ситуация в Албании кардинально изменилось. В советско-югославском конфликте Ходжа поддержал Сталина, ВКП(б) и СССР против Тито, КПЮ и ФНРЮ. Титоистская Югославия превратилась в главного врага ходжаистской Албании. Кочи Дзодзе был обвинён в «титоизме», снят со всех постов, арестован, осуждён и в 1949 повешен. После этого критика Нако Спиру прекратилась, он был политически посмертно реабилитирован. Ответственность за гибель Спиру возлагалась теперь на Дзодзе.
В посткоммунистической Албании образ Нако Спиру воспринимается неоднозначно. С одной стороны — близкий сподвижник Ходжи, участник репрессий. С другой — в 2002 президент Албании Альфред Мойсиу посмертно наградил Нако Спиру орденом «Честь нации». Мойсиу отметил антифашизм Спиру и его борьбу за независимость Албании в послевоенные годы.

## Семья
Нако Спиру был женат на Лири Белишовой — тоже члене Политбюро, своей единомышленнице и соратнице, впоследствии репрессированной (детей в браке не имел). Лири Белишова была убеждена, что гибель её первого мужа являлась не самоубийством. По её мнению, Нако Спиру устранили югославские агенты с полного согласия Энвера Ходжи.